# コガネニカワタケ
コガネニカワタケ（黄金膠茸、学名：Tremella mesenterica ）は、シロキクラゲ科シロキクラゲ属のキノコである。

## 概容
コガネニカワタケは、その名の通り膠（にかわ）のように軟質で、光沢のある黄白色または黄色のキノコである。形はシワのよった花びらに似ており、球形の塊になる。世界的に広く分布するごく有り触れたキノコで、シロキクラゲ属の基準種である。このキノコは、カシやヤナギなどの広葉樹の枝、または枯枝（かれえだ）に活着（菌類などの胞子が根づいて生育すること）し、キウロコタケと結びついて樹皮を破って花びら状に成長する。コガネニカワタケの担子器は類球形で2〜4細胞からなり、シロキクラゲ目に共通する特徴である縦隔壁（縦に並んだ壁）によって分割されている。
有性世代のA型とa型が接合する際に接合管を誘導する物質（性接合物質）として、東京大学農学部の(Sakagami, Isogai & Suzuki 1979, 1981)によりA型からトレメロゲンA-10、a型からトレメロゲンa-13というペプチドが発見されている。